# Ariella Kaeslin
Ariella Kaeslin (* 11. Oktober 1987 in Luzern) ist eine ehemalige Schweizer Kunstturnerin.

## Werdegang
Kaeslin wuchs in Meggen auf und wurde 2001 in den Nationalkader aufgenommen. Sie startete für den BTV Luzern und trainierte an der Sportschule in Magglingen unter der Leitung von Zoltan Jordanov. Sie war Teil des Schweizer Sportförderprogramms und Schülerin am Gymnasium Alpenstrasse.

### Sportliche Karriere
Kaeslin ist mehrfache Schweizer Meisterin im Einzelmehrkampf, Mannschaftswettkampf und in den Einzeldisziplinen. Darüber hinaus nahm sie seit 2002 an vier Europameisterschaften und drei Weltmeisterschaften teil. 2007 gewann sie den Mehrkampf beim Eidgenössischen Turnfest in Frauenfeld. Bei den Olympischen Sommerspielen in Peking erreichte sie den fünften Platz im Sprung und Rang 18 im Mehrkampffinal.
Bei den Europameisterschaften 2009 in Mailand gewann Kaeslin mit Bronze im Mehrkampf als erste Schweizer Turnerin eine Medaille bei einem internationalen Wettbewerb. Am darauf folgenden Tag holte sie in den Gerätefinals die Goldmedaille am Sprungpferd und wurde somit erste Schweizer Turneuropameisterin. Bei den Weltmeisterschaften 2009 in London gewann sie nach Platz acht im Mehrkampf Silber am Sprungpferd und wurde erste Schweizer Medaillengewinnerin bei einer WM. Bei den Europameisterschaften 2011 in Berlin errang sie nochmals eine Bronze-Medaille beim Sprungpferd, ihrer Paradedisziplin. Eher überraschend erreichte sie am Schwebebalken den Final und belegte den 5. Platz. Im Mehrkampf erreichte sie Rang 8.
Am 11. Juli 2011 im Alter von 23 Jahren, ein Jahr vor den Olympischen Spielen in London, gab sie ihren Rücktritt vom Spitzensport bekannt. Als Gründe nannte sie die grossen Mühen und Entbehrungen, die der Sport mit sich bringe. In dem Buch «Leiden im Licht» berichtete sie von Depressionen, Mobbing und psychischer Gewalt am Leistungszentrum des Schweizerischen Turnverbands in Magglingen.
Kaeslin ist seit März 2012 Mitglied im Ruderclub See-Club Luzern. Bei den Schweizer Meisterschaften auf dem Rotsee belegte sie am 7. Juli 2013 im Doppelzweier an der Seite von Claudia Sutter Platz sechs.

## Leben nach dem Spitzensport
Nach ihrer sportlichen Karriere schloss Kaeslin ein Studium der Psychologie und Sportwissenschaften mit dem Bachelor ab und liess sich zur Physiotherapeutin ausbilden.
2021 machte Kaeslin öffentlich, dass sie mit einer Frau in einer Beziehung lebt. Ihre Sexualität möchte sie nicht kategorisieren und bezeichnet sich daher nicht als lesbisch oder bisexuell.

## Erfolge
- Europameisterschaften 2005 in Debrecen: 4. Rang Sprung
- Europameisterschaften 2006 in Volos: 6. Rang Sprung
- Weltmeisterschaften 2006 in Aarhus: 9. Rang Sprung
- Europameisterschaften 2008 in Clermont-Ferrand: 4. Rang Sprung
- Olympische Sommerspiele 2008 in Peking: 5. Rang Sprung
- Europameisterschaften 2009 in Mailand: Goldmedaille Sprung und Bronzemedaille Mehrkampf
- Weltmeisterschaften 2009 in London: Silbermedaille Sprung und 8. Rang Mehrkampf
- Europameisterschaften 2010 in Birmingham: 5. Rang Sprung und 6. Rang Mehrkampf
- Weltmeisterschaften 2010 in Rotterdam: 4. Rang Sprung und 8. Rang Mehrkampf
- Europameisterschaften 2011 in Berlin: Bronzemedaille Sprung, 5. Rang Schwebebalken und 8. Rang Mehrkampf

## Auszeichnungen
- Davoser Kristall 2008
- Zentralschweizer Sportlerin 2006, 2007, 2008, 2009, 2010
- Schweizer Sportlerin des Jahres 2008, 2009, 2010